# Kontamination
Kontamination är även ett begrepp inom grammatiken, se kontamination (grammatik).
Kontamination eller kontaminering betyder att någonting har blivit förorenat, utsatt för något främmande på ett sådant sätt att detta inte kan rättas till. Det är alltså fråga om en för ändamålet mer problematisk händelse än vanlig nedsmutsning. Ordet kommer av latinets contaminare som betyder befläcka. Ordet kontamination säger ingenting om det främmande ämnets eventuella giftighet eller farlighet. Ordet används i samband med radioaktivitet samt i samband med kemiska, bakteriologiska och medicinska analyser.
Motsatsen är dekontaminering (eller dekontamination), alltså rengöring från en förorening.

## Typer av kontamination
Inom vetenskapen kan ordet "kontamination" anta en mängd olika subtila betydelseskillnader, oavsett om föroreningen är en fast substans eller en vätska, såväl som variationen i miljön som föroreningen befinns vara i. En förorening kan till och med vara mer abstrakt, som i fallet med en oönskad energikälla som kan störa en process. Följande representerar exempel på olika typer av kontaminering baserat på dessa och andra avvikelser. 

### Kemisk kontamination
Inom kemi beskriver termen "kontamination" vanligtvis en enskild beståndsdel, men inom specialiserade områden kan termen också betyda kemiska blandningar, till och med upp till nivån av cellulära material. Alla kemikalier innehåller en viss grad av förorening. Kontaminering kan kännas igen eller inte och kan bli ett problem om den orena kemikalien orsakar ytterligare kemiska reaktioner när den blandas med andra kemikalier eller blandningar. Kemiska reaktioner till följd av närvaron av en förorening kan ibland vara fördelaktiga, i vilket fall etiketten "förorening" kan ersättas med "reaktant" eller "katalysator". (Detta kan vara sant även inom fysikalisk kemi, där till exempel införandet av en förorening i en inneboende halvledare positivt ökar konduktiviteten.) Om de ytterligare reaktionerna är skadliga, används ofta andra termer som "toxin", "gift", eller förorening , beroende på vilken typ av molekyl som är berörd. Kemisk dekontaminering av ämnet kan uppnås genom nedbrytning, neutralisering och fysikaliska processer, även om en tydlig förståelse av den underliggande kemin krävs. Kontaminering av läkemedel är notoriskt farligt och skapar både perceptuella och tekniska utmaningar.

### Miljöförorening
Inom miljökemi är termen "kontamination" i vissa fall praktiskt taget likvärdig med förorening, där huvudintresset är den skada som i stor skala görs på människor, organismer eller miljöer. En miljöförorening kan vara kemisk till sin natur, även om den också kan vara ett biologiskt (patogena bakterier, virus, invasiva arter) eller fysiska (energi) medel. Miljöövervakning är en mekanism som är tillgänglig för forskare för att upptäcka föroreningsaktiviteter tidigt innan de blir alltför skadliga. 

### Jordbruksförorening
En annan typ av miljöföroreningar kan hittas i form av genetiskt modifierade organismer (GMO), särskilt när de kommer i kontakt med ekologiskt jordbruk. Denna typ av förorening kan leda till att en gård decertifieras. Denna typ av kontaminering kan ibland vara svår att kontrollera, vilket kräver mekanismer för att kompensera jordbrukare där det har förekommit kontaminering av GMO. En parlamentarisk utredning i västra Australien övervägde en rad alternativ för att kompensera jordbrukare vars gårdar hade smittats av genetiskt modifierade organismer, men beslutade sig till slut att inte rekommendera några åtgärder.

### Kontaminering av livsmedel, drycker och läkemedel
Inom livsmedelskemi och medicinsk kemi används termen "kontamination" för att beskriva skadliga intrång, såsom närvaron av toxiner eller patogener i livsmedel eller farmaceutiska droger.

### Radioaktiv kontamination
I miljöer där kärnsäkerhet och strålskydd krävs är radioaktiv kontaminering ett problem. Radioaktiva ämnen kan förekomma på ytor eller i fasta ämnen, vätskor eller gaser (även människokroppen), där deras närvaro är oavsiktlig eller oönskad och processer kan ge upphov till deras närvaro på sådana platser. Exempel på radioaktiv kontaminering är:
- resterande radioaktivt material som finns kvar på en plats efter avslutad avveckling av en plats där det funnits en kärnreaktor, såsom ett kraftverk, experimentreaktor, isotopreaktor eller ett kärnkraftsdrivet fartyg eller ubåt.[18]
- intaget eller absorberat radioaktivt material som kontaminerar en biologisk enhet, oavsett om det är oavsiktligt eller avsiktligt (som med radiofarmaka)[19]
- spridning av element efter kärnkraftsolycka, som kontamineringen av jod-131 och cesium-137 efter kärnkraftskatastrofen i Tjernobyl, Ukraina.[20]

Observera att termen "radioaktiv kontaminering" kan ha en konnotation som inte är avsedd. Termen hänvisar endast till förekomsten av radioaktivitet och ger i sig ingen indikation på omfattningen av den inblandade faran. Radioaktivitet kan dock mätas som en kvantitet på en given plats eller på en yta, eller på en ytenhet av en yta, till exempel en kvadratmeter eller centimeter.
Liksom miljöövervakning kan strålningsövervakning användas för att fånga upp föroreningsorsakande aktiviteter innan skada inträffar.

### Kontaminerade prover

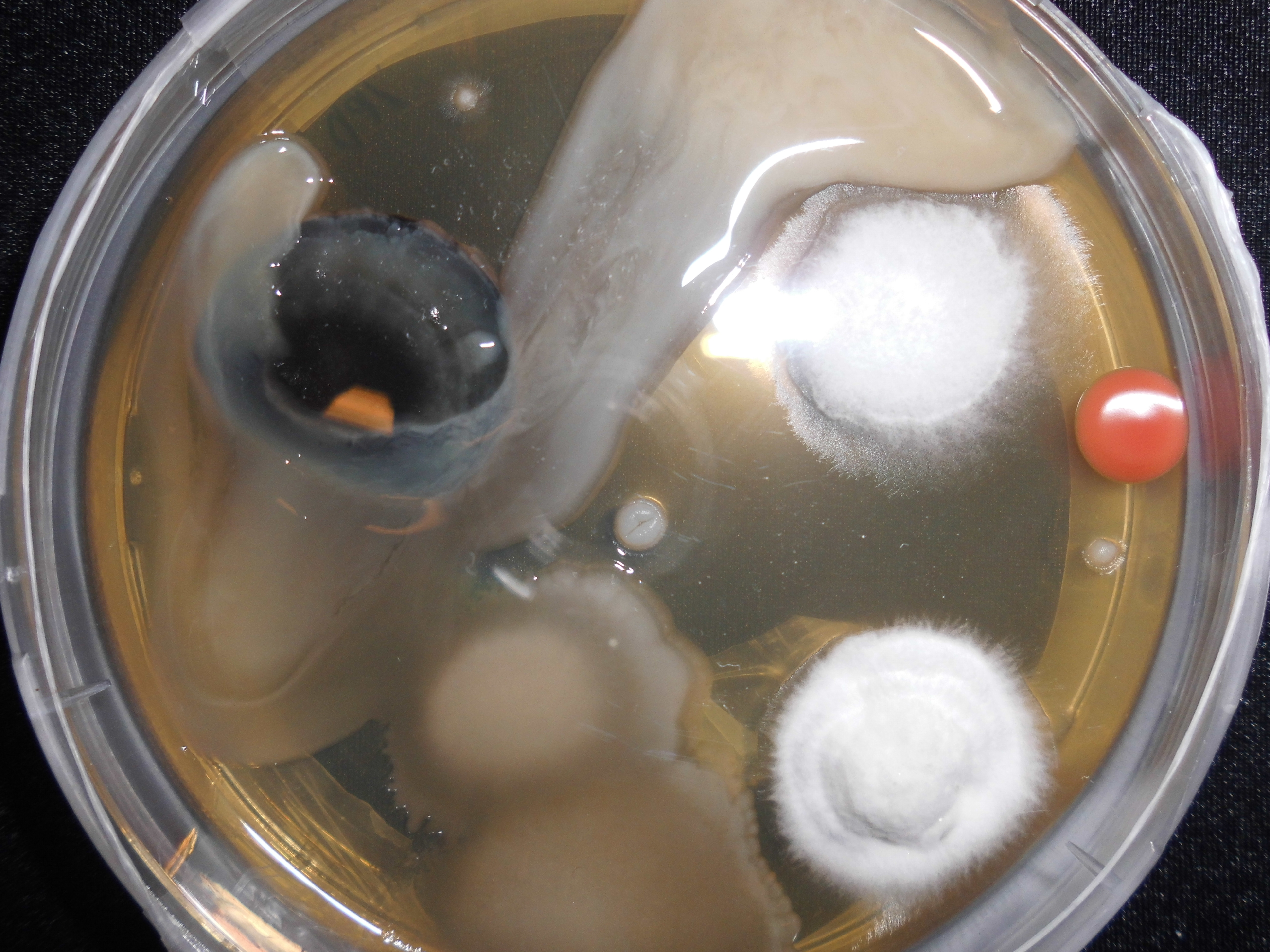
Kontamination på en agarplatta.

Inom de biologiska vetenskaperna kan oavsiktlig introduktion av "främmande" material allvarligt förvränga resultaten av experiment där små prover används. I de fall där kontaminanten är en levande mikroorganism kan den ofta föröka sig för att dominera provet och göra det oanvändbart, som i kontaminerade cellodlingslinjer. En liknande effekt kan ses inom geologi, geokemi och arkeologi, där till och med några få korn av ett material kan förvränga resultaten av sofistikerade experiment.